# شاه أباد (ماكو)
شاه‌ أباد هي قرية في مقاطعة ماكو، إيران. في تعداد عام 2006، لوحظ وجودها، ولكن لم يتم الإبلاغ عن سكانها.